# Pachyphoca
Pachyphoca — вимерлий рід тюленів з неогенових морських відкладень у північній частині басейну Паратетіса.

## Опис
Є два визнаних види Pachyphoca, P. ukrainica та P. chapskii, обидва з яких знайдені в морських відкладах серравалло-тортонського віку в Україні. Pachyphoca ukrainica був меншим з двох видів і демонструє більше пристосувань до наземного пересування порівняно з більшим P chapskii.